# Rafał Milach

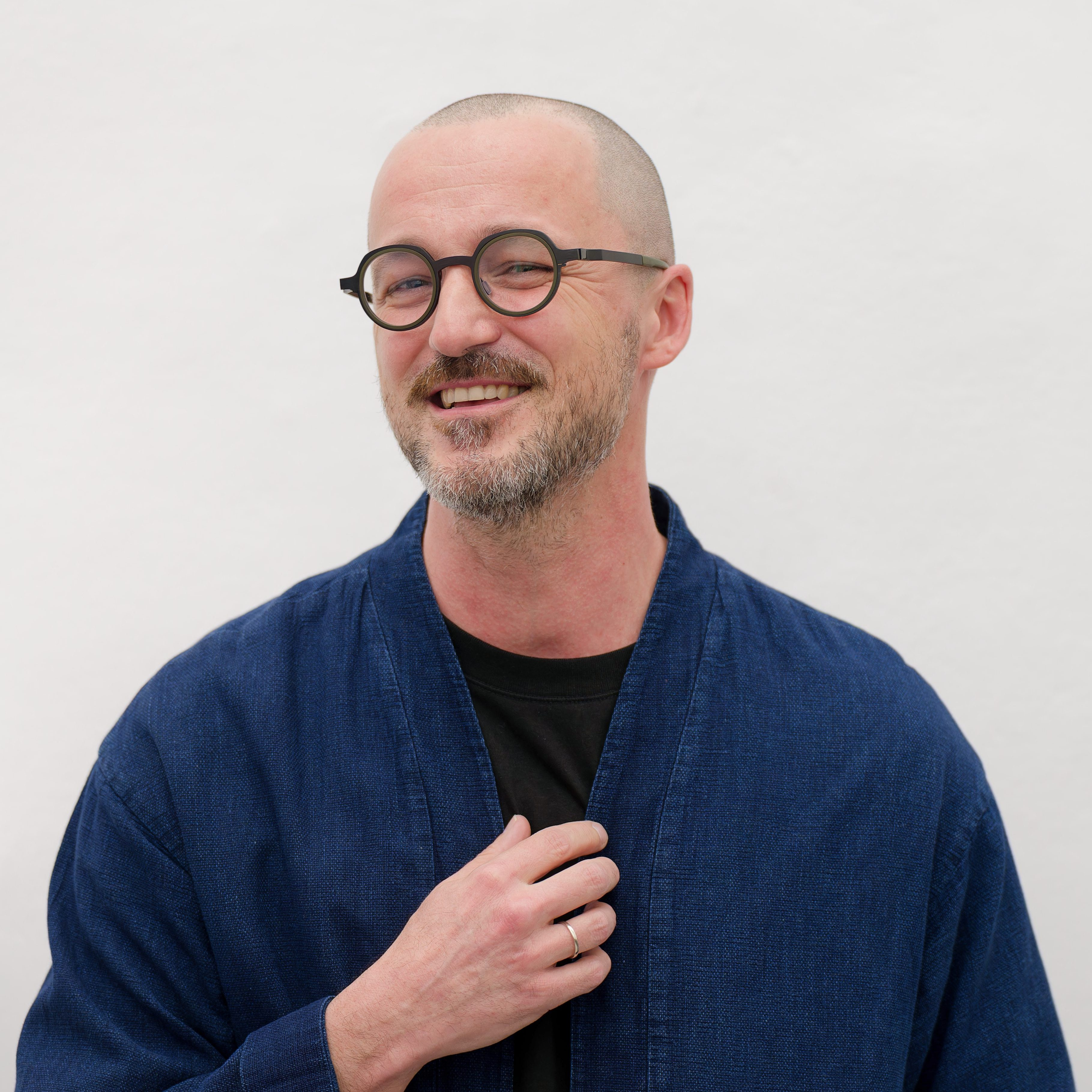
Rafał Milach (2025)

Rafał Milach (geb. 1978 in Gliwice, Polen) ist ein polnischer bildender Künstler und Fotograf. In seiner Arbeit geht es um den Wandel im ehemaligen Ostblock, wofür er langfristige Projekte durchführt. Er ist assoziiertes Mitglied von Magnum Photos und unterrichtet Fotografie am Institut für kreative Fotografie (ITF) der Schlesischen Universität Opava, Tschechien.
Zu Milachs Büchern gehören 7 Rooms (2011), In the Car with R (2012), Black Sea of Concrete (2013), The Winners (2014) und The First March of Gentlemen (2017). Er ist Mitbegründer des Kollektivs Sputnik Photos.
Im Jahr 2008 gewann er einen World Press Photo Award. Im Jahr 2011 wurde 7 Rooms mit dem Pictures of the Year International Best Photography Book Award ausgezeichnet. 2017 war seine Ausstellung Verweigerung Finalist für den Deutsche Börse Photography Prize. Im Jahr 2023 wurde er mit dem Dr.-Erich-Salomon-Preis ausgezeichnet.

## Leben und Werk
Milach machte 2003 seinen Abschluss an der Akademie der Schönen Künste in Katowice und am Institut für kreative Fotografie (ITF) der Schlesischen Universität Opava, Tschechische Republik.
Zusammen mit zehn anderen mittelosteuropäischen Fotografen gründete er Sputnik Photos, ein Kollektiv, das den Wandel in den postsowjetischen Staaten dokumentiert.
Für sein erstes Buch, 7 Rooms (2011), begleitete und fotografierte Milach mehrere Jahre lang sieben junge Menschen, die in den russischen Städten Moskau, Jekaterinburg und Krasnojarsk leben.
In the Car with R (2012) entstand auf einem 10-tägigen Roadtrip, bei dem er 1450 Kilometer auf der isländischen Hringvegur fuhr. Milach machte Fotos und sein örtlicher Reiseführer, der Schriftsteller Huldar Breiðfjörð, schrieb Tagebucheinträge.
In Black Sea of Concrete (2013) geht es um die ukrainische Schwarzmeerküste, um die Menschen, die er porträtiert hat, und um die vielen geometrischen Blöcke aus der Sowjetzeit, die entlang der Küste verstreut sind.
Milach verbrachte ab 2011 zwei Jahre in Belarus und erkundete die desolate wirtschaftliche und politische Lage des Landes. Belarus ist „in Land, das zwischen den ultra-traditionellen Werten der älteren Sowjetära und dem viralen Einfluss der westlichen Populärkultur gefangen ist“. Milach interessierte sich für die saubere, aufgeräumte, glamouröse Fassade, die vom Staat gewartet wird. Sein Buch The Winners (2014), Porträts der Gewinner verschiedener staatlicher und lokaler Wettbewerbe „Best of Belarus“, die von der Regierung gefördert werden, ist eine Typologie der Staatspropaganda. Es zeigt hauptsächlich Menschen, aber auch anonyme Interieurs, die Preise gewonnen haben. Die obskuren offiziellen Preise sollen den Nationalstolz fördern, aber für ein außenstehendes Publikum könnten sie tragikomisch wirken. Milach reiste in der Rolle eines „altmodischen Propagandafotografen“ durch das Land. Er wurde von den Behörden angeleitet, wen, wo und wie er fotografieren sollte, ein Prozess, der die Ideologie des Staates nur noch besser enthüllte. Milach sagte: „Die Sieger sind überall, aber die Siege sind nicht für die Sieger - sie sind für das System“, „der Staat ist nicht an Einzelpersonen interessiert, sondern nur an der Kontrolle der Massen“.
The First March of Gentlemen (2017) entstand während eines Aufenthalts in der Kolekcja Września im Jahr 2016, um über das Leben in Września zu arbeiten. Die Stadt ist ein Synonym für den Wreschener Schulstreik, die Proteste polnischer Kinder und ihrer Eltern gegen die Germanisierung, die zwischen 1901 und 1904 stattfanden. Im Jahr 2016 gab es viele Demonstrationen der Bürger Polens, einer Bürgerbewegung, die sich mit pro-demokratischen und antifaschistischen Aktionen gegen die politischen Änderungen der von der Partei Prawo i Sprawiedliwość (PiS) geführten Regierung wehrte. Milachs Collagenbuch mischt Illustrationen des Schulstreiks mit Figuren, die während der kommunistischen Ära in den 1950er und 1960er Jahren in Września lebten, aufgenommen vom örtlichen Amateurfotografen Ryszard Szczepaniak. So „entsteht eine fiktive Geschichte, die als Metapher gelesen werden kann und die sozialen und politischen Spannungen der Gegenwart kommentiert“.
Milach wurde 2018 ein nominiertes Mitglied von Magnum Photos und ist seit 2022 assoziiertes Mitglied. Er war 2019 Mitbegründer des Archivs öffentlicher Proteste. Er ist Dozent für Fotografie an der ITF.

## Privatleben
Er ist mit der Buchgestalterin Ania Nałęcka-Milach verheiratet.

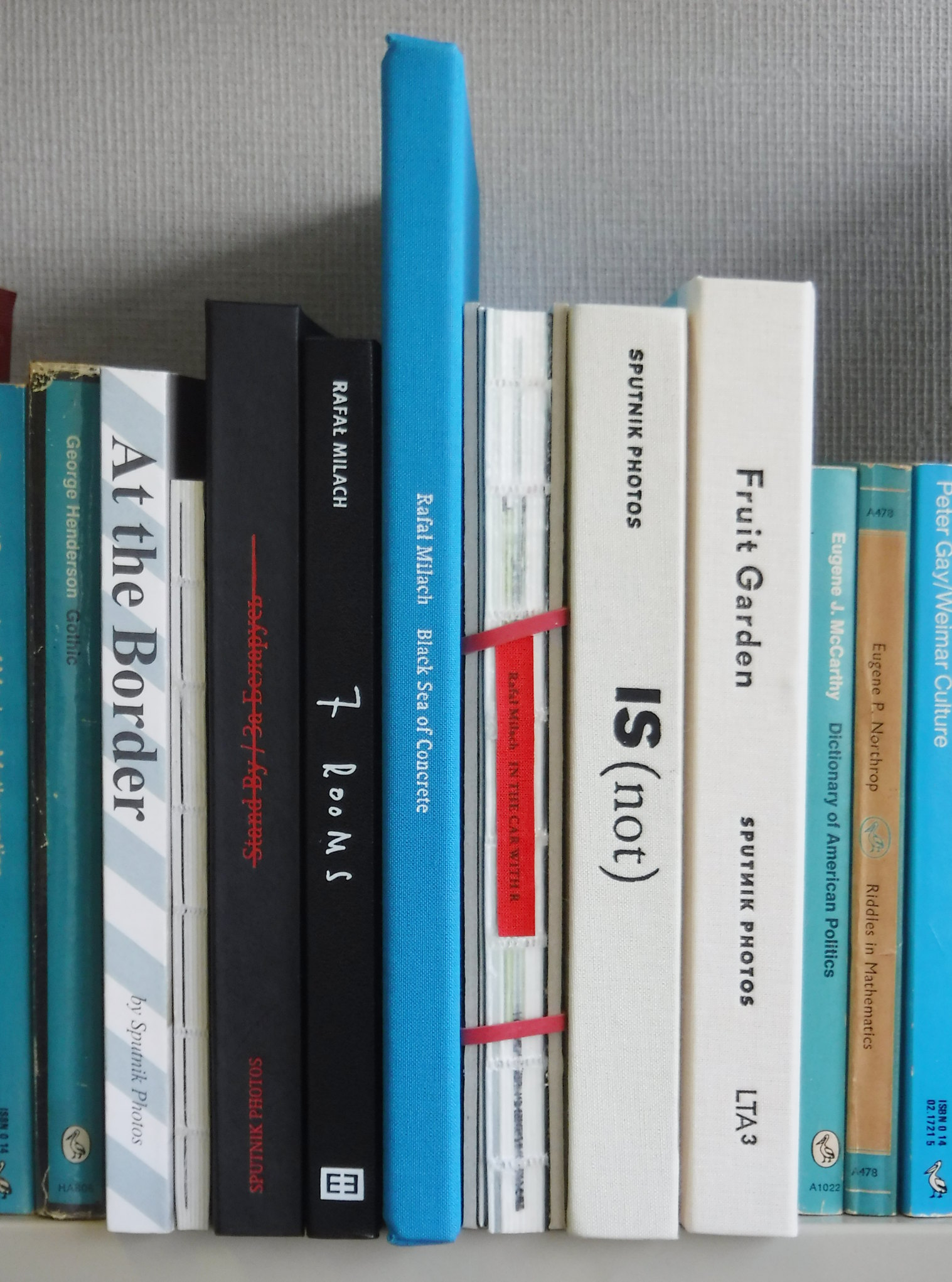
Bücher von Milach (oder von Sputnik Photos mit Beiträgen von ihm) flankiert von irrelevanten Pelikanen; von links nach rechts: At the Border, U, Stand BY, 7 Rooms, Black Sea of Concrete, In Car with R, IS (not), Fruit Garden

### Veröffentlichungen von Milach
- 7 Rooms. Mit Texten von Swetlana Alexandrowna Alexijewitsch, Heidelberg 2011, Kehrer
- Black Sea of Concrete. Warschau 2013, ISBN 978-83-933361-1-1.
- The Winners. London 2014, Gost ISBN 978-0-9574272-7-3.
- The First March of Gentlemen. Collagen und Fotografien von Milach, Archivbilder von Ryszard Szczepaniak, Text von Maciej Pisuk, Milach und Karol Szymkowiak. Kolekcja Wrzesińska, 2017.
- Nearly Every Rose On The Barriers In Front Of The Parliament. Warsaw 2018. Jednostka Gallery
- I Am Warning You. London 2021. Gost ISBN 978-1-910401-60-6. Mit Essays von Michael Dear, Antje Rávic Strubel und Ziemowit Szczerek
- Strajk / Strike. Jednostka Gallery, 2021, ISBN 978-83-949273-4-9. Mit Essays von Iwona Kurz, Karolina Gembara und Aleksandra Boćkowska

### Zines von Milach
- Pressident. Galeria Szara, 2017, ISBN 978-83-938735-2-4.

### Gemeinsame Publikationen
- In the Car with R: 29 Notes on Photography, Iceland and More. Museum in Gliwice, Gliwice 2011, ISBN 978-83-89856-40-1.
- W samochodzie z R.: 29 uwag o fotografii, Islandii i nie tylko. Muzeum w Gliwicach, Gliwice 2011, ISBN 978-83-89856-40-1.

### Veröffentlichungen mit Beiträgen von Milach
- At the Border. Sputnik Photos, Warschau 2008, ISBN 978-83-927485-0-2. Fotografien von Andrej Balco, Jan Brykczyński, Manca Juvan, Justyna Mielnikiewicz, Milach, Domen Pal, Agnieszka Rayss und Filip Singer
- U. Sputnik Photos, Warschau 2010, ISBN 978-83-927485-1-9. Fotografien von Jan Brykczyński, Andrej Balco, Andrei Liankevich, Agnieszka Rayss, Milach, Filip Singer, Ivan Kurinnoy, Janis Pipars und Justyna Mielnikiewicz
- IS (not). Sputnik Photos, Warschau 2010, ISBN 978-83-927485-8-8.
- Stand By = Ӡа Беларусь. Sputnik Photos, Warschau 2012, ISBN 978-83-927485-5-7.
- Distant Place. Copernicus Science Centre, Warschau 2012, ISBN 978-83-927485-5-7.
- Contact sheets. The Selected Photos. Vol II. Postcart, 2014, ISBN 978-88-86795-86-9.
- Psopplaainnd. Mapping the Blind Spots. Sputnik Photos, Warschau 2014, ISBN 978-83-63610-99-9.
- Lost Territories Wordbook. Lost Territories Archive 1. Sputnik Photos, Warschau 2016
- Fruit Garden. Lost Territories Archive 3. Sputnik Photos, Warschau 2017, ISBN 978-83-941826-7-0.

## Auszeichnungen
- 2009: Sieger, first prize stories, Arts and Entertainment, World Press Photo 2008, Amsterdam
- 2012: 7 Rooms gewann Best Photography Book Award, 69th / 2011 Pictures of the Year International
- 2017: Finalist, Deutsche Börse Photography Prize für seine Ausstellung Refusal
- 2019: Light Work Artist Residency, Syracuse NY.
- 2023: Winner, Dr.-Erich-Salomon-Preis von der Deutschen Gesellschaft für Photographie

## Ausstellungen
- 7 Rooms, Brandts Museum of Photographic Art, Brandts, Odense, Dänemark, 2013–2014
- Refusal, Atlas Sztuki Gallery, Łódź, Polen, 2017.
- The Winners, Side Gallery, Newcastle upon Tyne, UK, 2018
- Refusal, Deutsche Börse Photography Prize, The Photographers’ Gallery, London, 2018
- 7 Rooms, Galeria Zachęta, Warschau, Polen, 2012